# Партизански отряд „Дунав“
Партизански отряд „Дунав“ е подразделение на Единадесета Плевенска въстаническа оперативна зона на НОВА по време на партизанското движение в България (1941-1944). Действа в района северно и североизточно от Плевен до река Дунав.
Партизански отряд „Дунав“ води началото си от Махленската чета създадена в края на 1943 г. През май 1944 г. прераства в отряд „Дунав“. Действа в района с. Махалата - с. Долни Луковит - с. Староселци - с. Горни Дъбник - с.Тръстеник. Командир на отряда е Цвятко Георгиев.
На 14 юни 1944 г. съвместно с част от Партизански отряд „Васил Левски“ (Плевен) овладява с. Махалата и разгромява евакуирания тук централен щаб на Бранник. В периода от юни до август 1944 г. провежда и акции в селата Пордим и Обнова. Съвместно с част от Партизански отряд „Васил Левски“ (Плевен) и Партизански отряд „Христо Кърпачев“ атакува на 19 юни 1944 г. с. Беглеж. В ожесточена престрелка тук загива командира на отряда Цвятко Георгиев, командира на Партизански отряд „Васил Левски“ (Плевен) Въло Йончев и началник-щаба на Единадесета Плевенска въстаническа оперативна зона Стоян Едрев.
В дните преди и на 9 септември 1944 г. завзема селата Писарово, Горни Дъбник, Староселци, Пелишат, Вълчи трън, Пордим, Борислав, Одърне, Обнова, Гривица, Подем, Злокучене, Комарево и установява в тях властта на ОФ.